# Coma White
«Coma White» es un sencillo del grupo Marilyn Manson. Es la última pista del álbum Mechanical Animals. La canción no tuvo posiciones en listas, pero el video generó mucha controversia y se convirtió en un clip muy solicitado en MTV.

## Listado de canciones
US Promo
1. "Coma White" (Radio Edit) - 4:19

## Video musical
El video musical, dirigido por Samuel Bayer, generó mucha controversia por incluir una recreación del asesinato de John F. Kennedy de 1963. Manson y su entonces pareja Rose McGowan interpretaron a JFK y a la primera dama Jacqueline Kennedy respectivamente. El debut de su lanzamiento fue en el sitio web oficial del grupo MarilynManson.com y fue retrasado dos veces hasta la mitad de septiembre debido a la masacre del instituto Columbine y la muerte de JFK Jr.
El video también es notable por la aparición del fallecido actor Matthew McGrory.

### Controversia
El lanzamiento del video tuvo que ser pospuesto por dos eventos que coincidieron: la masacre del instituto Columbine y la muerte de John F. Kennedy, Jr.
En una declaración lanzada por su publicista, Manson dijo que el video usó el asesinato de Kennedy "como una metáfora de la obsesión estadounidense y la veneración por la violencia". "Mi declaración fue siempre realizada para hacer que la gente pensara cómo ellos ven y a veces participan en esos eventos". Añadió que el video "no pretende ser una parodia. De hecho, es un homenaje a hombres como Jesucristo y JFK quienes murieron a manos de una indestructible sed de violencia."
También dijo que cuando grabó el vídeo "no podía saber que la tragedia de Columbine seguiría de forma casual a la muerte de JFK Jr. Pero fue revelador ver a los medios regodearse en aquellos sucesos, lo cual de hecho hace que el mensaje que lanzo en el vídeo sea incluso todavía más cierto de lo que yo concebí en un principio".
El presentador del programa de MTV Total Request Live Carson Daly leyó la declaración de Manson antes de que el vídeo debutara en el canal; subsecuentemente, la emisora ofrecería las explicaciones de Manson en su página y varias veces más en antena. "Coma White" se convertiría en uno de los vídeos más solicitados de la emisora. Los representantes de la familia Kennedy declinaron comentar sobre el vídeo.
Así como el argumento del videoclip no está relacionado directamente con la letra de la canción, los contenidos del vídeo sí se relacionan con algunos de los temas del álbum Holy Wood.